# Вирангу
Вирангу — австралийский язык, принадлежащий группе тура-юра юго-западной ветви семьи пама-ньюнга. Был распространён на территории племени вирангу к западу от полуострова Эйр в штате Южная Австралия.
По утверждениям аборигенов, название племени и языка «вирангу» происходит от сокращённого произношения словосочетания wirra-wonga, которое означает «небесная речь» (или, в другом переводе «райская речь»).
Язык вирангу вытеснялся соседним языком коката и английским языком, и к 1920 году почти вышел из употребления. Но к 1990-м годам несколько пожилых людей всё ещё помнили по крайней мере основной каркас языка. Люди более молодых поколений и подростки знали часть словарного запаса в разной степени. Современные аборигены вирангу перешли на английский язык и язык соседнего племени коката. Сёстры Глэдис и Дорин Миллер — последние носители языка вирангу. Совместно с профессором Мюльхауслером и Полом Монагеном в Университете Аделаиды они создали «Иллюстрированный словарь языка вирангу» и иллюстрированную книгу «Wardugu Wirn» о традиционной охоте на вомбатов. Планируется использовать эти книги для преподавания языка вирангу в школах, чтобы возродить язык.

## Территория и диалекты
Территория вирангу в прошлом располагалась по берегу от Уайт-Велл-Корнер до бухты Стрики-Бэй, вглубь берега — до Улдеа и до гор Голер, которые являются северной границей полуострова Эйр.
Пегги Брок писала про вирангу:

Вирангу <…> жили и дальше на восток вдоль берега, доходя на севере почти до города Улдеа. Но их территориальные границы не могут быть точно описаны, так как население не было оседлым в XIX—XX вв. и, скорее всего, не было таким и раньше.
— 
Существовало, по меньшей мере, три диалекта вирангу:
- Диалект вомберри (вомбира) — около бухты Фоулерс Бэй;
- Диалект виранга от Фоулерс Бэй до бухты Стрики Бей;
- Диалект бонгола от Стрики Бей до города Порт-Линкольн.

## Фонетика

### Гласные
Как и в большинстве других австралийских языков, вокализм в вирангу представлен тремя фонемами. Отсутствует фонематическое различие долгих и кратких гласных. В односложных словах гласные произносятся долго, в остальных случаях — кратко. Долгий гласный может сохраняться в односложном слове при прибавлении к нему аффиксов, а также сохраняется в заимствованных словах.
|         | Передние | Задние |
| ------- | -------- | ------ |
| Верхние | i        | u      |
| Нижние  | a        | a      |

### Согласные
В вирангу имеется две р-образные фонемы: ретрофлексный аппроксимант /ɻ/ (как в английском), и дрожащий /r/ (как в русском). Отсутствует фонематическое различие между звонкими и глухими взрывными согласными, отсутствуют фрикативные. В слоге не встречаются консонантные кластеры.
|                     |                     | Губные | Велярные | Дентальные | Палатальные | Альвеолярные | Ретрофлексные |
| ------------------- | ------------------- | ------ | -------- | ---------- | ----------- | ------------ | ------------- |
| Взрывные            | Взрывные            | p      | k        | t̪          | c           | t            | ʈ             |
| Носовые             | Носовые             | m      | ŋ        | n̪          | ɲ           | n            | ɳ             |
| Латеральные сонанты | Латеральные сонанты |        |          | l̪          | ʎ           | l            | ɭ             |
| Дрожащие            | Дрожащие            |        |          |            |             | r            |               |
| Аппроксиманты       | Аппроксиманты       | w      | w        | j          |             |              | ɻ             |

## Письменность
Для записи языка вирангу исследователь Луиза Анна Херкус использовала латинский алфавит. По её мнению, взрывные согласные b, g, d в вирангу — звонкие или по крайней мере полузвонкие, поэтому эти звуки записываются звонкими буквами латинского алфавита. Для ретрофлексных согласных [ʈ], [ɳ], [ɭ] используются диграфы rd, rn, rl. Для палатальных согласных [c], [ɲ], [ʎ] используются диграфы dy, ny, ly. Дентальные согласные [t̪], [n̪], [l̪] записываются диграфами dh, nh, lh. Носовой согласный [ŋ] записываетя диграфом ng, в том случае если за ним следует g, пишется сочетание ngg. Если же надо записать идущие подряд звуки n и g, то такое сочетание записывается с разделительной точкой — n.g. Ретрофлексный аппроксимант [ɻ] записывается заглавной R или двойной rr, в отличие от дрожащего [r], который записывается как r. Вышедшие в 2005 году книги на языке вирангу использовали орфографию на основе системы Луизы Херкус.

## Морфология
По типу морфологической структуры вирангу является агглютинативным языком, как и все языки Австралии.
С точки зрения взаимоотношения между глаголом и существительным в вирангу присутствует эргативная конструкция, при которой объект переходного глагола стоит в абсолютиве, а субъект — в специальном эргативном падеже, дативная конструкция, при которой активный член предложения помещается в дательном падеже и локативная конструкция, при которой один из актантов оформляется номинативом а другой — одной из пространственных форм.
В языке вирангу два главных класса слов: имя и глагол. Кроме того, в вирангу есть развитая система местоимений (с двойственным числом) и неполная система числительных (только до числа 5).
Вирангу является суффигирующим языком, то есть языком, в котором отсутствуют префиксы, а все грамматические категории выражаются разными суффиксами. Множественное число выражается суффиксом [-muka], например [wijana-muka] — женщины. Слово «ребёнок» [kica] имеет специальную форму множественного числа [kicara] («дети»), но и к этой форме может быть присоединён суффикс множественности [kicara-muka]. Суффикс [-maɳa] означает «полный», «богатый чем-то». Суффикс [-jutu] означает «без чего-то», «не иметь чего-то».

### Эргатив
Эргатив имеет окончание [-ŋu]. Это окончание кодирует субъект действия в высказывании при переходном глаголе.
| Вирангу               | Русский                     |
| --------------------- | --------------------------- |
| [kicaŋu wijana n̪akuɳ] | ребёнок на женщину смотрит. |

Этим же окончанием выражается творительный падеж, в этом случае [-ŋu] обозначается орудие, инструмент, которым производится определённое действие.
| Вирангу         | Русский      |
| --------------- | ------------ |
| [t̪urlaŋu t̪akaɳ] | ножом резать |

### Датив
Датив, аллатив и посессив выражаются окончанием [-ku].
Пример использования дательного падежа:
| Вирангу                 | Русский              |
| ----------------------- | -------------------- |
| [wijana kulkaɳ n̪aŋkaku] | женщина поёт мужчине |

Аллатив — падежная форма, выражающая конечный пункт действия.
| Вирангу             | Русский     |
| ------------------- | ----------- |
| [ŋaɲu ŋuraku winaɳ] | я домой иду |

Посессив это падеж, указывающий на принадлежность некоего объекта субъекту, стоящему в данном падеже.
| Вирангу                  | Русский                     |
| ------------------------ | --------------------------- |
| [ku pan(i) n̪aŋkaku pupa] | это — этого человека собака |

### Локатив
Местный падеж показывает местонахождение предмета, обозначенного существительным. Выражается окончанием [-ŋa]. Если существительное само оканчивается на [ŋ], к нему прибавляется [-a].
| Вирангу              | Русский             |
| -------------------- | ------------------- |
| [malt̪iŋa]            | ночью               |
| [caʈaŋa]             | в животе            |
| [ŋatu waŋkan wiruŋa] | я говорю на вирангу |

Аблатив выражается окончанием [-ŋuni]. Это падеж, указывающий на исходный пункт траектории движения одного из участников ситуации (соответствует русским предлогам от, из, с)
| Вирангу                           | Русский                         |
| --------------------------------- | ------------------------------- |
| [wijanaŋu waʈa maɻaɳ manta-ŋuni], | женщина подбирает палку с земли |

Элатив — падеж описывающий «движение наружу» и происхождение («выйти из»). Маркер элатива [-piɳa] может формировать прилагательные и существительные.
| Вирангу        | Русский                       |
| -------------- | ----------------------------- |
| [purku-piɳa]   | вышедший из тумана            |
| [kat̪a-piɳa]    | пришедший из другого места    |
| [wilcara-piɳa] | из далёкого прошлого = старый |

### Глагол
Несколько часто использующихся глаголов в настоящем времени имеют не только полную форму, оканчивающуюся на [-ɳ], но и краткую форму: ŋal «есть, пить», pal «умирать», win «идти», n̪an «видеть», waɳ «падать», ɲin (ɲiɳ) «сидеть», pan «зажигать огонь».
В языке вирангу имеется пять времён глагола, при этом отмечено более редкое употребление плюсквамперфекта по сравнению с другими.
| Время           | Суффикс    | Вирангу                        | Русский                         |
| --------------- | ---------- | ------------------------------ | ------------------------------- |
| Настоящее время | [-ɳ]       | [maka ŋalkuɳ]                  | не ем                           |
| Будущее время   | [-tan]     | [kuɳta-tan]                    | ударю                           |
| Прошедшее время | [-ɳa]      | [kuɳtaɳa]                      | убит                            |
| Плюсквамперфект | [-cari]    | [waʈa canacari]                | я разбил                        |
| Имперфект       | [-wijaɭtu] | [n̪aŋkaŋu kurkawijaɭtu winkama] | человек кричал другому человеку |

Глагол имеет следующие формы:
| Форма                                            | Суффикс            | Вирангу                | Русский                    |
| ------------------------------------------------ | ------------------ | ---------------------- | -------------------------- |
| Ирреалис                                         | [-ʈa]              | [muti kampaʈa]         | рыбу собираюсь готовить    |
| Условное наклонение (неприятное, нежелательное)  | [-tiʈi]            | [ŋan̪a kuɳtaɳ-tiʈi]     | он ударит меня             |
| Императив                                        | [-(i)ka], [-(u)ka] | [marika]               | возьми                     |
| Оптатив                                          | [-ɭ]               | [ɲuɳi jukiɭ]           | тебе следует встать        |
| Показатель немедленности действия                | [-kat(a)n]         | [ŋat̪u ɲuɳi miɻaɳ.katn] | я слушаю тебя прямо сейчас |
| Показатель обязательности действия или намерения | [-ɳku]             | [ɲupili winiɳku]       | вам (двоим) придётся идти  |

### Числительные
Характерной чертой австралийских языков является небольшое количество непроизводных числительных (обычно 3-4). В языке вирангу пять числительных, при этом слово для числа 5 употребляется для обозначения и большего числа предметов. В словарях указаны разные варианты для числительных 2, 3 и 5, это связано с различиями диалектов языка вирангу.
| 1          | 2                             | 3                    | 4      | 5 и больше       |
| ---------- | ----------------------------- | -------------------- | ------ | ---------------- |
| [kumajira] | [kut̪ara], [kucara], [kalpili] | [jalkaʈa], [kulpari] | [kapu] | [wima], [wimaʈu] |

### Местоимения
В языке вирангу местоимения изменяются по трём лицам и трём числам, среди которых присутствует двойственное число. Местоимение «я» изменяется по падежам, оно имеет непереходную форму [ŋaji], эргативную форму [ŋat̪u] и дативную форму [ŋan̪a] («мне»). Местоимение «мы» имеет форму двойственного и множественного числа, форму «мы все» («большая группа») [ŋalili], а также формы, связанные с терминами родства, [ŋalt̪ulu kut̪ara] — «мы два брата или две сестры», [ŋalara] — «мы — бабушка и внук/внучка», [ŋalt̪ara] — «мы, несколько братьев и сестёр». Существует редкая вежливая форма местоимения ед. ч. «вы» — [cana] или [t̪ana].
|          | ед. ч. | дв. ч.          | мн. ч.     |
| -------- | ------ | --------------- | ---------- |
| 1-е лицо | [ŋaji] | [ŋali]          | [ŋaluɭu]   |
| 2-е лицо | [ɲuɳi] | [ɲupali]        | [ɲupuli]   |
| 3-е лицо | [pala] | [palaʈu-gucara] | [palat̪aka] |

## Синтаксис
В языке вирангу употребляется связка в предложениях без глагола. Эта связка может быть переведена как глагол «быть». С людьми и живыми существами употребляется глагол [ɲin] или [ɲiɳ], краткая форма глагола [ɲinaɳ], который означает «сидеть». С неживыми предметами употребляется глагол [ŋarpiɳ], означающий «лежать». Пример: [ŋat̪u n̪an ɲin] (я здесь), [kapi ŋarpiɳ] (вода есть).
Сложные предложения в вирангу могут образовываться последовательностью двух простых:
| Вирангу                                       | Русский                        |
| --------------------------------------------- | ------------------------------ |
| [ŋan̪a n̪aŋkaŋ iŋkiɳmaɳa ŋan̪a watu-watu ɲinaɳa] | меня человек попросил, я забыл |

В предложении может использоваться слово [maranci], означающее невыполненное действие.
| Вирангу               | Русский                       |
| --------------------- | ----------------------------- |
| [ŋat̪u maranci winaɳa] | я должен был уйти, но не ушёл |

## История изучения
История изучения языка началась в 1845 году Эдвардом Джоном Эйром. Он записал список из 25 слов на языке вирангу.
Джордж Таплин в 1879 году составил 3 словаря вирангу, при этом он считал собранный материал тремя разными языками..
В 1885 году изучением вирангу занимался Эдвард Кёрр. Он собрал два списка слов, один содержал 102 слова, второй — 104.
Пастор Вибуш (Wiebusch) был первым миссионером в городе Кунибба, который выучил язык вирангу. Он был в Куниббе с 1901 по 1916 гг. и собрал словарь из примерно 500 слов, который хранится в Лютеранских архивах (официальный репозиторий исторических материалов, имеющих отношение к Лютеранской церкви Австралии).
В 1915 году 200 слов записал в Куниббе любитель-лингвист Джон МакКоннелл Блэк. Его записи отличались более точной передачей фонетики языка, по сравнению с более ранними. Кроме того, помимо слов он записал несколько фраз, откуда можно было получить представление о некоторых грамматических формах.
Норман Б. Тиндейл в 1925—1928 гг. записал, как произносит слова из словаря Роберт Лимб — носитель языка, который выучил его в детстве. Роберт Лимб знал язык на достаточном уровне и даже мог спеть две песни на вирангу. Тиндейл получил около 100 слов от Лимба, часть из них уже была известна из других источников. Среди собранного материала — несколько названий местности и имён аборигенов-вирангу, живших в Куниббе в 20-х годах.
Примерно в то же время Чарльз Салливан предоставил список из 100 слов, записанных с сильными искажениями под влиянием английской фонетики. Тем не менее, этот список имел ценность, так как содержал названия птиц на вирангу, эти названия были использованы в 1955 году в книге «Названия птиц на языках аборигенов Южной Австралии», написанной Гербертом Томасом Кондоном.
Начиная с 1993 года Луиза Анна Херкус несколько раз посетила Седуну для сбора информации о языке вирангу. В 1999 году она опубликовала грамматику языка вирангу.